# Gina Camhy
Gina Camhy (Sarajevo, 1909- París, 1990) fue una escritora bosnia de origen sefardí que escribió en judeoespañol. 

## Biografía
Nació en Sarajevo (Bosnia) en 1909 en una familia tradicional sefardí; su madre era hija de un rabino y se casó en un matrimonio concertado, sin conocer previamente al novio; la pareja tuvo once hijos. Parte de la familia, entre ellas tres de las hijas, murieron víctimas del Holocausto.
Se sabe poco de las primeras décadas de la vida de Gina Camhy; los únicos datos que se conocen son los pocos que ella reveló en sus propias obras. Su lengua materna era el judeoespañol, aunque fue educada en lengua serbia, ya que el serbio era la lengua vehicular de las escuelas de Bosnia en su niñez. Se cree que su nombre de soltera era Angelina (Gina) Sasson.
No se sabe cuándo se trasladó de Bosnia a París, donde se casó con Ovadia Camhy, secretario general de la Federación Sefardí Mundial y director de la revista Le Judaisme Sephardi, que se publicó en París y en Londres entre 1932 y 1966. Gina vivió con su marido en estas dos ciudades.
Empezó a escribir en judeoespañol en la década de 1950 para publicar en la revista Le Judaïsme Sephardi artículos y cuentos sobre la vida tradicional de los judíos de Bosnia, en los que reivindica su lengua materna y describe aspectos de la sociedad sefardí tradicional de su infancia y su juventud en Sarajevo. Algunos de ellos se reeditaron después en otras publicaciones periódicas sefardíes, como Vidas Largas (que se publicó en París entre 1982 y 1988) o Aki Yerushalayim  (publicada en Israel entre 1979 y 2016).
Sus artículos describieron usos y costumbres tradicionales y personajes populares: «Purim en mi civdad», «Mi nona»  (‘mi abuela’), «La vida en el envierno en Sarajevo», «Los aparejos de Pesah» (‘Los preparativos para la Pascua judía’),  «El sabado en mi civdad» (donde compara como era la celebración del sabbat judío en su Sarajevo natal y en Londres, donde entonces residía), «Hamisha asar o la beraha de las frutas» (donde describe la celebración doméstica de la festividad judía de Tu-bisbat),  «El limud de Babu» (‘el aniversario del fallecimiento del abuelo’) o «El casamiento de la Bukitza, consejos de la madre antes de la boda», publicado en varias entregas, en las que describió las costumbres de boda. En ellos incluyó además canciones y cuentos populares, tomados de su propia tradición familiar. Publicó también el poema Tres conĝas (‘tres rosas’) dedicado a sus tres hermanas asesinadas por los nazis.
Prestó especial atención a la gastronomía, que constituye un importante elemento identitario para las familias sefardíes emigradas a distintos países. En Le Judaïsme Sephardi publicó una sección titulada  «El arte culinario de los sephardim de Bosnia: el guisado de mi madre», con recetas de la cocina tradicional, y en varios de sus artículos y cuentos menciona platos de la gastronomía sefardí. Recopiló un recetario de la repostería que, por su interés etnográfico y lingüístico, mereció ser editado y estudiado en la revista del CSIC Estudios Sefardíes.

## Obras
- Purim en mi civdad (1955)
- El sabado en mi civdad (1955)
- Mi nona  (‘mi abuela’) (1955)
- La vida en el envierno en Sarajevo (1955)
- Los aparejos de Pesah (‘los preparativos para la Pascua judía’) (1956)
- Hamisha asar o la beraha de las frutas ('la festividad de Tu-bisbat o la bendición de las frutas') (1957)
- El casamiento de la Bukitza (publicado en varias entregas en 1956-57)
- El limud de Babu (1957)
- "El arte culinario de los sepharadim de Bosnia: el guisado de mi madre (sección publicada de 1958 a 1965)
- Tres conĝas (‘tres rosas’), poema (1966)